# Азаров, Тимофей Васильевич
Тимофей Васильевич Азаров (19 августа 2005) — российский тяжелоатлет. Бронзовый призёр чемпионата России 2024 года в категории до 61 кг. Мастер спорта России.

## Биография
Родился 19 августа 2005 года в городе Канске Красноярского края. Окончил обучение в МБОУ СОШ № 6 города Канска в 2021 году. Воспитанник МБУ ДО СШ «Олимпиец» города Канска.
В 2022 году стал победителем XI летней Спартакиады учащихся (юношеская) России в весовой категории до 61 кг. Бронзовый призер первенства России среди юношей до 18 лет. Обладатель 5 рекордов России в возрастной категории до 17 лет.
В сентябре 2022 года присвоено звание "Мастер спорта России.
На чемпионате России по тяжёлой атлетике 2024 года, который состоялся в Новосибирске, Тимофей в первый раз в карьере завоевал бронзовую медаль чемпионата страны с общим весом на штанге по сумме двух упражнений 256 килограммов.

## Основные результаты
| Год  | Соревнования     | Место проведения | Весовая категория | Рывок, кг | Толчок, кг | Сумма, кг | Место |
| ---- | ---------------- | ---------------- | ----------------- | --------- | ---------- | --------- | ----- |
| 2024 | Чемпионат России | Новосибирск      | до 61 кг          | 114       | 142        | 256       | 3     |